# Liste der Kulturdenkmäler in Kehrig
In der Liste der Kulturdenkmäler in Kehrig sind alle Kulturdenkmäler der rheinland-pfälzischen Ortsgemeinde Kehrig aufgeführt. Grundlage ist die Denkmalliste des Landes Rheinland-Pfalz (Stand: 27. Oktober 2023).

## Einzeldenkmäler
| Bezeichnung                                     | Lage                                                  | Baujahr                     | Beschreibung                                                                                   | Bild                                    |
| ----------------------------------------------- | ----------------------------------------------------- | --------------------------- | ---------------------------------------------------------------------------------------------- | --------------------------------------- |
| Katholische Kirche St. Kastor und St. Katharina | Brunnen-Heerbachstraße Lage                           | 1870–72                     | neugotische Basilika, Schieferbruchstein, 1870–72, Architekt Caspar Clemens Pickel, Düsseldorf | weitere Bilder Fotos hochladen          |
| Kriegerdenkmal                                  | Brunnen-Heerbachstraße, am Kirchturm Lage             | 1920er Jahre                | Kriegerdenkmal mit Missionskreuz                                                               | Fotos hochladen                         |
| Bildstock                                       | Eltztalstraße, Ecke An Sankt Wolfgang Lage            | 17. oder 18. Jahrhundert    | Bildstock, Schöpflöffelform, 17. oder 18. Jahrhundert (?)                                      | BW                                      |
| Grabkreuz                                       | Elztalstraße, am Ortsausgang Lage                     | Anfang des 19. Jahrhunderts | Grabkreuz, Anfang des 19. Jahrhunderts                                                         | BW                                      |
| Bildstock                                       | Gartenstraße, Ecke Bausberger Straße Lage             | 1612                        | Bildstock, bezeichnet 1612                                                                     | Fotos hochladen                         |
| Wegekreuz                                       | Herrenstraße, Ecke Kirchstraße Lage                   | 1700                        | Wegekreuz, bezeichnet 1700                                                                     | Fotos hochladen                         |
| Wegekreuz                                       | Mayener Straße, bei Nr. 17 Lage                       | 1842                        | Wegekreuz, bezeichnet 1842                                                                     | Fotos hochladen                         |
| Wegekreuz                                       | Mayener Straße, am Ortseingang Lage                   | 1690                        | Wegekreuz, bezeichnet 1690                                                                     | Fotos hochladen                         |
| Schulhaus                                       | Polcher Straße 8 Lage                                 | 1907                        | Krüppelwalmdachbau, Basaltsockel, bezeichnet 1907                                              | BW                                      |
| Friedhofskreuz                                  | Polcher Straße, auf dem Friedhof Lage                 | 1854                        | Friedhofskreuz, 1854                                                                           | BW                                      |
| Bildstock                                       | Polcher Straße, Ecke Geringer Straße Lage             | 1609                        | Bildstock mit Nische, bezeichnet 1609                                                          | Fotos hochladen                         |
| Wegekreuz                                       | Sonnhang, bei Nr. 36 Lage                             | 1803                        | Wegekreuz, bezeichnet 1803                                                                     | BW                                      |
| Kreuz                                           | außerhalb des Ortes                                   | 1652                        | Nischenkreuz, bezeichnet 1652                                                                  | Direkt Bild zu diesem Denkmal hochladen |
| Wegekreuz                                       | nördlich des Ortes an der K 25                        | 1679                        | Wegekreuz, Nischentyp, bezeichnet 1679                                                         | Direkt Bild zu diesem Denkmal hochladen |
| Wegekreuz                                       | nördlich des Ortes an der K 25                        | 1659                        | Wegekreuz, bezeichnet 1659                                                                     | Direkt Bild zu diesem Denkmal hochladen |
| Wegekreuz                                       | nordwestlich des Ortes                                | 18. Jahrhundert             | Wegekreuz, 18. Jahrhundert                                                                     | Direkt Bild zu diesem Denkmal hochladen |
| Kapelle                                         | südlich des Ortes an der Kehriger Mühle Lage          |                             | Kapelle                                                                                        | BW                                      |
| Mädburger Mühle                                 | südlich des Ortes Lage                                |                             | Mädburger Mühle mit Klosterruine und Kreuz                                                     | Fotos hochladen                         |
| Kreuz                                           | südlich des Ortes                                     | 18. oder 19. Jahrhundert    | Kreuz, 18. oder 19. Jahrhundert                                                                | Direkt Bild zu diesem Denkmal hochladen |
| Neumühle                                        | südwestlich des Ortes Lage                            |                             | Neumühle                                                                                       | BW                                      |
| Kreuz                                           | südwestlich des Ortes an der L 52                     | 1613                        | Kreuz, bezeichnet 1613                                                                         | Direkt Bild zu diesem Denkmal hochladen |
| Kreuz                                           | südwestlich des Ortes an der L 52 Richtung Düngenheim |                             | Kreuz                                                                                          | Direkt Bild zu diesem Denkmal hochladen |
| Wegekreuz                                       | westlich des Ortes                                    | 1759                        | Wegekreuz, bezeichnet 1759                                                                     | Direkt Bild zu diesem Denkmal hochladen |